# Paulytettix
Paulytettix is een geslacht van rechtvleugeligen uit de familie doornsprinkhanen (Tetrigidae). De wetenschappelijke naam van dit geslacht is voor het eerst geldig gepubliceerd in 1999 door Devriese.

## Soorten
Het geslacht Paulytettix  is monotypisch en omvat slechts de volgende soort:
- Paulytettix wieringai (Devriese, 1999)